# Bedevaartskerk van Sint-Johannes van Nepomuk
De Bedevaartskerk van Sint-Johannes van Nepomuk op de Zelená Hora (Tsjechisch: Poutní kostel svatého Jana Nepomuckého na Zelené hoře) is een bedevaartskerk bij Žďár nad Sázavou in Tsjechië, toegewijd aan de heilige Johannes Nepomucenus.

De kerk, die tussen 1719 en 1722 gebouwd werd, staat sinds 1994 op de Werelderfgoedlijst van UNESCO. De door architect Jan Santini Aichel ontworpen kerk is een combinatie van barokke architectuur in de stijl van Borromini met gotische elementen.

## galerij

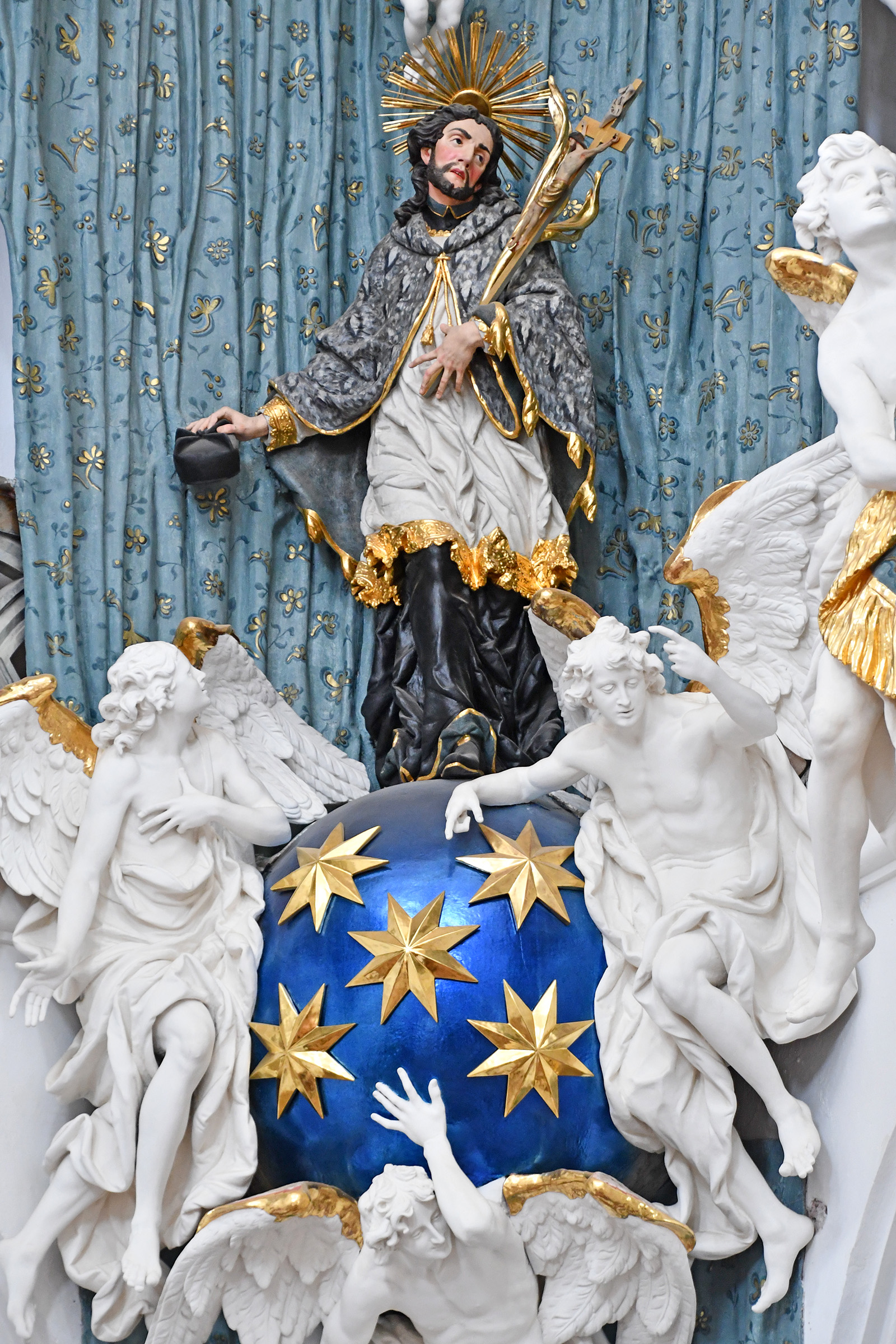
Hoogaltaar
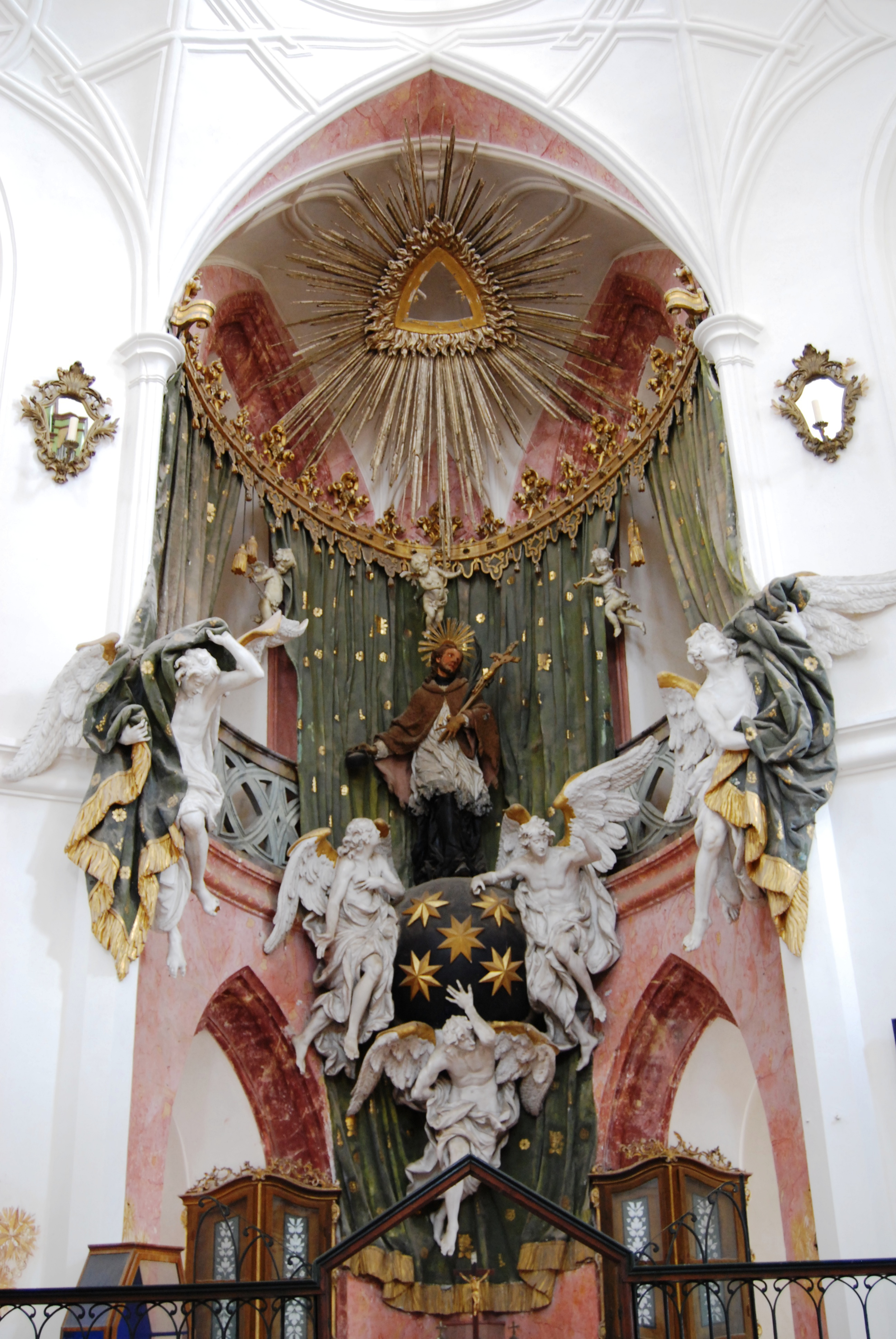
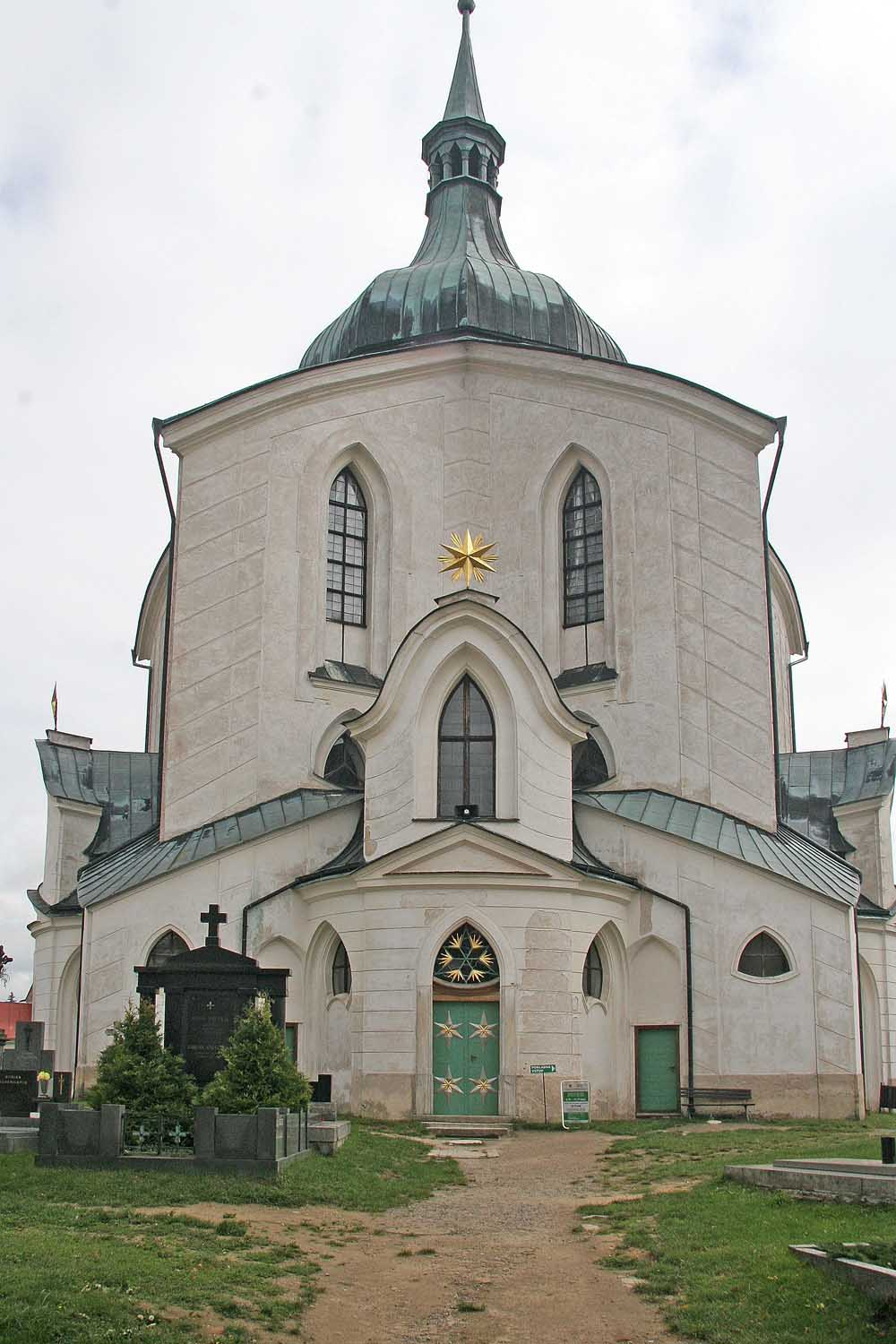
buitenaanzicht

Bedevaartskerk van St-Johannes van Nepomuk in Zelená Hora ·
Historish centrum van Český Krumlov ·
Tuinen en kasteel van Kroměříž ·
Historisch dorp Holašovice ·
Drievuldigheidszuil in Olomouc ·
Joodse wijk en Sint-Procopiusbasiliek in Třebíč ·
Kutná Hora: historisch stadscentrum met Sint-Barbarakerk en O.L.Vrouwekathedraal in Sedlec ·
Cultuurlandschap Lednice-Valtice ·
Kasteel van Litomyšl ·
Historisch centrum van Praag ·
Historisch centrum van Telč ·
Villa Tugendhat in Brno ·
Mijnstreek Erzgebirge/Krušnohoří ·
Landschap voor het fokken en het africhten van ceremoniële koetspaarden in Kladruby nad Labem ·
Historische kuuroorden van Europa (Františkovy Lázně, Karlovy Vary, Mariánské Lázně) ·
Oude en voorhistorische beukenbossen van de Karpaten en andere regio's van Europa
- Gemeinsame Normdatei: 7544352-1
- Library of Congress Control Number: no2010080493
- MusicBrainz: c126520d-a942-485b-9751-79f88a73bbc9
- Nationale Bibliotheek van Tsjechië: kn20030804005
- Virtual International Authority File: 150508031